# 小行星9293
小行星9293（9293 Kamogata）是一颗围绕太阳公转的小行星。1982年12月13日，香西洋树、古川麒一郎在木曾町发现了此天体。
該小行星以岡山天體物理觀測所所在地，日本岡山縣西南部淺口郡的鴨方町命名。
这颗小行星的绝对星等为77.08671261260194等。